# Noost
Noost (Nederlands: drinkbak) is een in 2003 opgericht literatuurtijdschrift. De bijdragen zijn in het Noord-Fries. De redactie bestaat (in maart 2004) uit Jarich Hoekstra, Christina Tadsen en Ommo Wilts. Noost verschijnt tweemaal per jaar.
Noost is het enige serieuze Friestalige tijdschrift in Duitsland, en een van de weinige publicatiemogelijkheden voor auteurs van Friese verhalen. Noost probeert schrijvers uit alle dialectgebieden van het niet-gestandaardiseerde Noord-Friese taalgebied aan te trekken. 
Auteurs van wie regelmatig bijdragen in Noost verschijnen, zijn Ellin A. Nickelsen van het eiland Föhr en Erk Petersen uit de Bökingharde. De gepubliceerde korte verhalen zijn niet langer dan enkele pagina's. Noost publiceert ook gedichten en verslagen en aankondigingen van literaire evenementen in Noord-Friesland.